# Clanton
Clanton és una població dels Estats Units a l'estat d'Alabama. Segons el cens del 2000 tenia 7.800 habitants.

## Demografia
Segons el cens del 2000, Clanton tenia 7.800 habitants, 3.168 habitatges, i 2.128 famílies. La densitat de població era de 148,2 habitants/km².
Dels 3.168 habitatges en un 29% hi vivien nens de menys de 18 anys, en un 47,3% hi vivien parelles casades, en un 16,5% dones solteres, i en un 32,8% no eren unitats familiars. En el 29,9% dels habitatges hi vivien persones soles el 16% de les quals corresponia a persones de 65 anys o més que vivien soles. El nombre mitjà de persones vivint en cada habitatge era de 2,37 i el nombre mitjà de persones que vivien en cada família era de 2,93.
Per edats la població es repartia de la següent manera: un 23,8% tenia menys de 18 anys, un 8% entre 18 i 24, un 27,2% entre 25 i 44, un 23% de 45 a 60 i un 18% 65 anys o més.
L'edat mediana era de 39 anys. Per cada 100 dones hi havia 86,6 homes. Per cada 100 dones de 18 o més anys hi havia 81,6 homes.
La renda mediana per habitatge era de 30.394 $ i la renda mediana per família de 37.568 $. Els homes tenien una renda mediana de 32.484 $ mentre que les dones 20.344 $. La renda per capita de la població era de 15.299 $. Aproximadament el 15,1% de les famílies i el 19,5% de la població estaven per davall del llindar de pobresa.

## Poblacions properes
El següent diagrama mostra les poblacions més properes.